# Фогль, Генрих
Генрих Фогль (15 января 1845, Мюнхен — 21 апреля 1900, там же) — германский оперный певец (тенор) и композитор.

## Биография
С 15 лет посещал педагогическое училище во Фрайзинге, с 1862 года работал помощником учителя, в 1865 году, сдав соответствующий экзамен, стал певцом в хоре мюнхенского Гофтеатра.
Дебютировал на оперной сцене 5 ноября 1865 года в Мюнхенском национальном театре, которому впоследствии отдал 35 лет работы и выходил на сцену 2095 раз. Играл, в основном, в вагнеровских операх, исполнял партии Лоэнгрина, Тристана и многих других персонажей, был первым исполнителем теноровых ролей в «Кольце Нибелунгов» Вагнера при постановке его в Байрейте в 1876 году.
В 1889 году приезжал в Петербург для участия в немецких оперных спектаклях. Посетил с гастролями все крупные города Германии, выступал также в Голландии, Лондоне и в США; В 1890 году пел Лоэнгрина в Метрополитен-опера. Иногда назывался наиболее универсальным тенором XIX века. В конце 1890-х годов написал собственную оперу «Незнакомец».
Жена Фогля Тереза (род. в 1846) была исполнительницей сопрановых партий в операх Вагнера.
Генрих Фогль был похоронен на Новом кладбище Тутцинга.